# Lukas Gerber
Lukas Gerber, född 7 september 1982 i Bern, Schweiz, är en före detta schweizisk ishockeyspelare. Han har representerat Schweiz juniorlandslag i Junior-VM 2002 och spelat med Schweiziska landslaget i VM 2003 samt i ytterligare 10 landskamper. Efter sex säsonger i det schweiziska laget HC Fribourg-Gottéron lämnade Gerber klubben säsongen 2005/06 för spel i HC Lugano, samma säsong som de blev schweiziska ligamästare. Gerber blev ligamästare ytterligare en gång med HC Davos 2009.